# Trần Thái (nhà Minh)
Trần Thái (chữ Hán: 陈泰, ? – 1470), tên tự là Cát Hanh, người Quang Trạch, Phúc Kiến, quan viên nhà Minh trong lịch sử Trung Quốc.

## Thời Chánh Thống
Thái từ nhỏ ở bên ngoại nên mang họ Tào, về sau thành đạt mới lấy lại họ Trần. Ban đầu, Thái nhờ đỗ đầu kỳ thi Hương, được trừ chức An Khánh phủ Học huấn đạo.
Đầu niên hiệu Chánh Thống, Thái nhờ triều thần liên kết tiến cử, được cất làm Ngự sử, Tuần án Quý Châu. Nhà Minh trấn áp Lộc Xuyên, hằng năm lấy 2000 thổ binh làm hướng đạo, quan quân nhiều lần thất bại, liền giết đi để mạo công, Thái tâu xin bãi bỏ .
Thái được đổi làm Tuần án Sơn Tây. Bấy giờ bổng lộc ít ỏi, phá án tham nhũng không xuể, Thái dâng chương đề nghị tăng thóc – tiền để dưỡng liêm, nhưng bị bỏ qua.
Mùa hạ năm Chánh Thống thứ 6 (1441), Thái nói thiên tai liên tiếp, là lỗi của quan lại, đề nghị ngự sử tra xét đại thần, các sở – tư khảo hạch nhân viên, Minh Anh Tông đồng ý. Vì thế bọn Ngự sử Mã Cẩn liên kết dâng chương hặc bọn Lại bộ thượng thư Quách Tấn vài mươi người. Sau đó, Thái lại được ra làm Tuần án Sơn Đông.
Năm thứ 9 (1444), Thái được cất nhắc vượt cấp làm Tứ Xuyên án sát sứ, cùng Trấn thủ Đô ngự sử Khấu Thâm bất hòa. Tháng 8 ÂL năm thứ 12 (1647), Tham nghị Trần Mẫn nhờ Thâm chỉ điểm, hặc Thái tra tấn phu kiệu đến chết. Vì thế Thái bị bộ Hình giam giữ, chịu kết tội chém. Thái dâng tấu biện bạch, Đại Lý khanh Du Sĩ Duyệt cũng giải thích, nhưng Minh Anh Tông đều không nghe.

## Thời Cảnh Thái
Minh Đại Tông thay ngôi, Thái được xá tội và phục quan. Vu Khiêm tiến cử Thái giữ Tử Kinh quan. Quân Ngõa Lạt Mông Cổ xâm phạm, Thái thất thủ, lại bị luận tội chết, Đại Tông lại tha cho ông, mệnh cho Thái sung làm Sự quan, theo Tổng binh quan Cố Hưng Tổ đắp quan ải chuộc tội.
Năm Cảnh Thái đầu tiên (1450), Thái được cất làm Đại Lý hữu thiếu khanh, thủ bị Bạch Dương khẩu. Tháng 4 ÂL, Đô đốc đồng tri Lưu An thay Ninh Viễn bá Nhâm Lễ tuần bị các thành Trác, Dịch, Chân, Bảo; Thái nhận mệnh làm Hữu thiêm Đô ngự sử để tham mưu quân vụ cho ông ta.
Năm thứ 3 (1452), Thái được kiêm chức Tuần phủ của 6 phủ Bảo Định; sau đó nhận mệnh làm Đốc trị hà đạo. Từ Nghi Chân (nay là Nghi Chinh) đến Hoài An, Thái muốn đào 180 dặm ngòi, lấp kín 9 chỗ vỡ đê, dựng 3 máng nước; ông dùng 6 vạn phu dịch, vài tháng thì xong.
Năm thứ 7 (1456), Thái được dời làm Tuần phủ Tô, Tùng.

## Thời Thiên Thuận
Năm Thiên Thuận đầu tiên (1457), Thái chịu bãi chức Tuần phủ, đổi làm Quảng Đông phó sứ, nhân có tang nên rời chức. Khởi nghĩa ở Tứ Xuyên nổi lên, có người nói Thái từng coi đất ấy, có uy danh, nên Minh Anh Tông khôi phục quan cũ của ông, cho đi làm Tuần phủ.
Năm thứ 8 (1464), Thái được tiến làm Hữu phó đô ngự sử, Tổng đốc Tào vận kiêm Tuần phủ của các phủ Hoài, Dương.
Thái ở lưu vực sông Hoài được 3 năm thì từ quan xin hưu. Năm Thành Hóa thứ 6 (1470), mất.

## Đánh giá
Sử cũ nhận xét: Thái cố gắng giữ gìn phẩm hạnh, chuộng tranh đấu; 3 lần làm Tuần án, trừng gian trừ tham, uy vọng rất cao.